# The Santa Fe Trail (film, 1930)

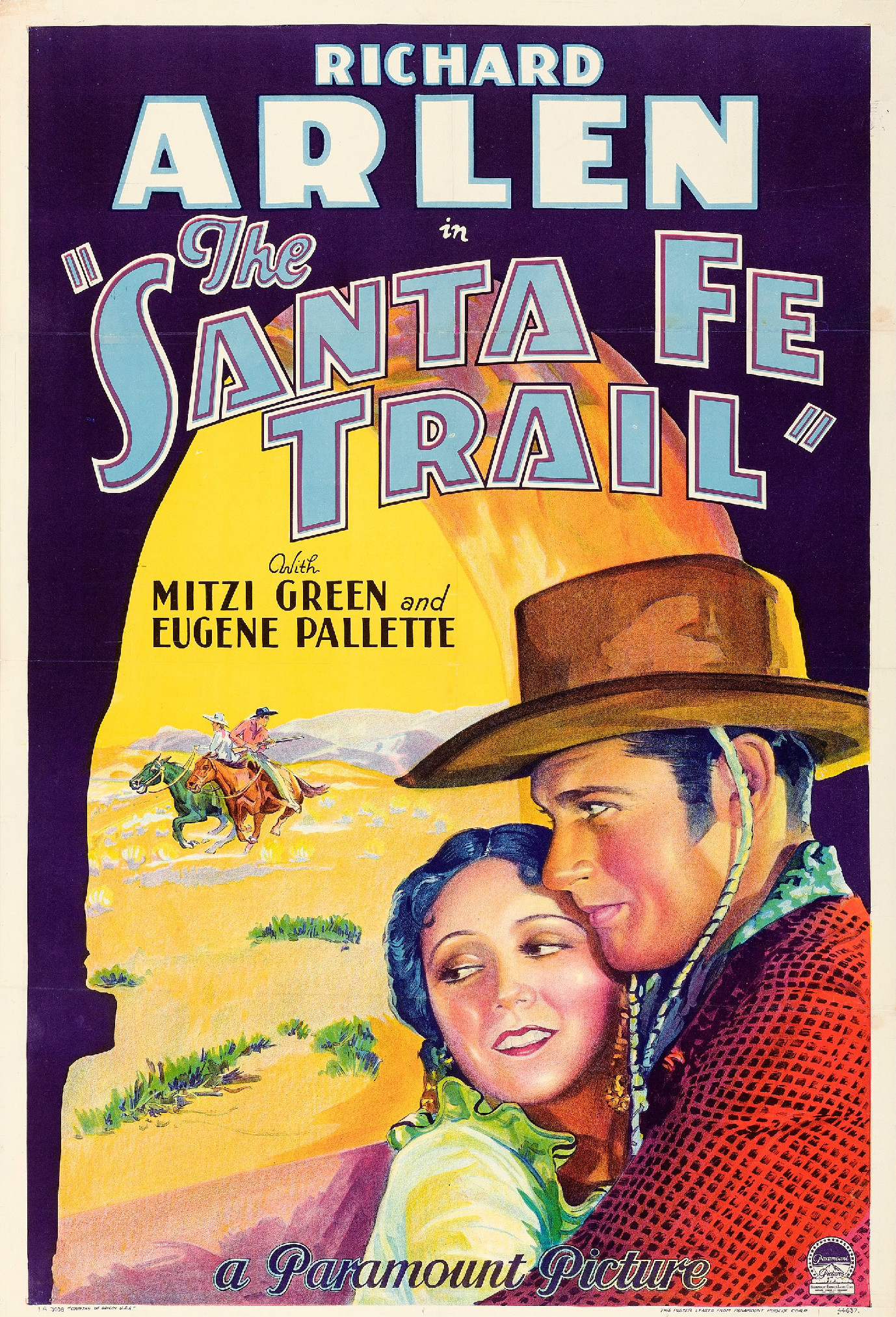
Affiche du film

The Santa Fe Trail est un western américain réalisé par Otto Brower et Edwin H. Knopf, sorti en 1930.

## Fiche technique
- Réalisation : Otto Brower et Edwin H. Knopf
- Scénario : Hal G. Evarts, Sam Mintz, Edward E. Paramore Jr.
- Montage : 	Verna Willis
- Distributeur : Paramount Pictures
- Durée : 65 minutes
- Date de sortie :
  - USA : 27 septembre 1930

## Distribution
- Richard Arlen : Stan Hollister
- Rosita Moreno :  Maria Castinado
- Eugene Pallette : Doc Brady
- Mitzi Green : Emily
- Junior Durkin : Old Timer
- Hooper Atchley : Marc Coulard
- Luis Alberni : Juan Castinado
- Lee Shumway : Slaven

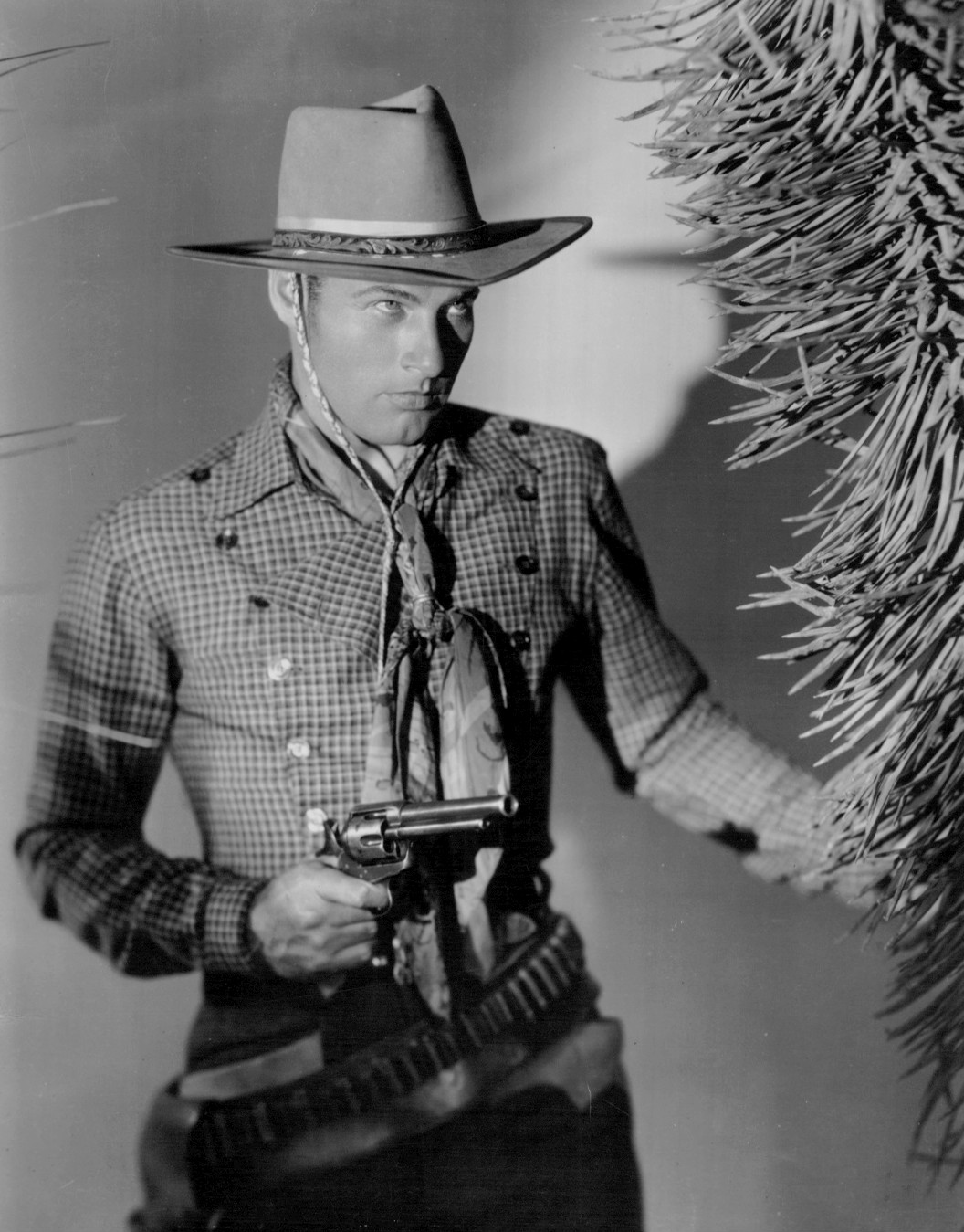
Richard Arlen dans Santa Fe Trail

- Chief Standing Bear : Chief Sutanek
- Blue Cloud : Eagle Feather
- Chief Yowlachie : Brown Beaver
- Jack Byron : Webber